# Blum József
Blum József (Budapest, 1946. május 17. –) magyar zongorista, zeneszerző, ének- és zongoratanár.

## Élete
1968-ban szerzett diplomát Budapesten a Liszt Ferenc Zeneművészeti Főiskola jazz tanszakán.
1990 és 2007 között a Magyar Rádió zenei szerkesztője, producere, 1997 és 2002 között pedig a Soproni Petőfi Színház zenei vezetője volt.
Első felesége Illés Melinda énekesnő volt, második felesége Szuromi Eleonóra.

## Zenei elismerések
- EMeRTon-díj (1998)
- Magyar Köztársasági Arany Érdemkereszt (2007)[3]